# Europamästerskapet i kälkhockey
Europamästerskapet i kälkhockey hade premiär 2005. 

## Resultat
| År            | Spelplats          |          | Guld     | Silver   | Brons |
| ------------- | ------------------ | -------- | -------- | -------- | ----- |
| 2005 Detaljer | Zlín, Tjeckien     | Tyskland | Sverige  | Estland  |       |
| 2007 Detaljer | Pinerolo, Italien  | Norge    | Tjeckien | Tyskland |       |
| 2011 Detaljer | Sollefteå, Sverige | Italien  | Tjeckien | Norge    |       |
| 2016 Detaljer | Östersund, Sverige | Ryssland | Italien  | Norge    |       |

### Fotnoter
1. ↑  History of Czech sledge hockey